# Horchata de chufa
A horchata de chufa é uma bebida refrescante originária de Valência (Espanha) preparada com água, açúcar e chufas, além de outros ingredientes que realçam seu sabor, como a canela e a casca de limão.

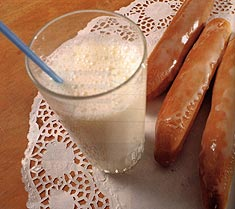
Horchata de chufa com fartós.

## A chufa
A chufa é um grão da família dos tubérculos de sabor adocicado, utilizada em Espanha para a produção da horchata de chufa, uma bebida vegetal que pode ser substituta da leite de vaca.

## Elaboração
A elaboração da horchata de chufa valenciana começa com a lavagem do tubérculo, passando-o posteriormente para um moinho para trituração, deixando-o macerar um pouco, prensando várias vezes e obtendo o extrato final. Para finalizar o processo, adiciona-se açúcar e peneira-se novamente. Atualmente comercializa–se uma variante de horchata sem açúcar. A chufa é considerada um alimento muito interessante, devido às suas propriedades nutricionais. É rico em minerais, gorduras insaturadas e proteínas.
A horchata de chufa valenciana certifica a qualidade nos processos e a origem através de sua denominação, o D.Ou. Chufa de Valencia e seu Conselho Regulador.